# بيتر ألين (موسيقي)
بيتر ألين (بالإنجليزية: Peter Allen)‏ هو موسيقي وعازف بيانو ومغني وكاتب أغاني أسترالي، ولد في 10 فبراير 1944 في تنترفيلد (أستراليا) في أستراليا، وتوفي في 18 يونيو 1992 في سان دييغو في الولايات المتحدة.

## وصلات خارجية
- بيتر ألين على موقع IMDb (الإنجليزية)
- بيتر ألين على موقع ميوزك برينز (الإنجليزية)
- بيتر ألين على موقع قاعدة بيانات برودواي على الإنترنت (الإنجليزية)
- بيتر ألين على موقع إن إن دي بي (الإنجليزية)
- بيتر ألين على موقع ديسكوغز (الإنجليزية)
- بيتر ألين على موقع قاعدة بيانات الفيلم (الإنجليزية)